# Five Nations 1990
Die Ausgabe 1990 des jährlich ausgetragenen Rugby-Union-Turniers Five Nations (seit 2000 Six Nations) fand an sechs Spieltagen zwischen dem 20. Januar und dem 24. März statt. Turniersieger wurde Schottland, das mit Siegen gegen alle anderen Teilnehmer zum dritten Mal den Grand Slam schaffte, mit Siegen gegen alle britischen Mannschaften auch die Triple Crown.
Das entscheidende Spiel zwischen Schottland und England fand am 17. März im Murrayfield Stadium in Edinburgh statt. In der Turniergeschichte war es nach 1974 und 1984 erst das dritte Mal, dass im letzten Spiel beide Teams die Möglichkeit zum Grand Slam hatten. An diesem Tag wurde erstmals auch Flower of Scotland als Nationalhymne Schottlands gespielt.

## Teilnehmer
| Land       | Stadion             | Stadt     | Trainer                 | Kapitän                              |
| ---------- | ------------------- | --------- | ----------------------- | ------------------------------------ |
| England    | Twickenham Stadium  | London    | Geoff Cooke             | Will Carling                         |
| Frankreich | Parc des Princes    | Paris     | Jacques Fouroux         | Pierre Berbizier / Laurent Rodriguez |
| Irland     | Lansdowne Road      | Dublin    | Ciaran Fitzgerald       | Willie Anderson / Donal Lenihan      |
| Schottland | Murrayfield Stadium | Edinburgh | Ian McGeechan           | David Sole                           |
| Wales      | Cardiff Arms Park   | Cardiff   | John Ryan / Ron Waldron | Robert Jones                         |

## Tabelle
|    | Land       | Spiele | Siege | Unent. | Ndlg. | Spiel- punkte | Diff. | Tabellen- punkte |
| -- | ---------- | ------ | ----- | ------ | ----- | ------------- | ----- | ---------------- |
| 1. | Schottland | 4      | 4     | 0      | 0     | 60:26         | + 34  | 8                |
| 2. | England    | 4      | 3     | 0      | 1     | 90:26         | + 64  | 6                |
| 3. | Frankreich | 4      | 2     | 0      | 2     | 67:78         | − 11  | 4                |
| 4. | Irland     | 4      | 1     | 0      | 3     | 36:75         | − 39  | 2                |
| 5. | Wales      | 4      | 0     | 0      | 4     | 42:90         | − 48  | 0                |

## Ergebnisse

### Erste Runde
| 20. Januar 1990 | Wales                                                       | 19 : 29        | Frankreich                                                                                                  | Cardiff Arms Park, Cardiff Zuschauer: 58.000 Schiedsrichter: Fred Howard (England) |
| 20. Januar 1990 | Versuche: Titley Straftritte: Thorburn (4) Dropgoals: Evans | (13:9) Bericht | Versuche: Camberabero Lafond Lagisquet Rodriguez Sella Erhöhungen: Camberabero (3) Straftritte: Camberabero | Cardiff Arms Park, Cardiff Zuschauer: 58.000 Schiedsrichter: Fred Howard (England) |

| 20. Januar 1990 | England                                                                                   | 23 : 0        | Irland | Twickenham Stadium, London Schiedsrichter: Patrick Robin (Frankreich) |
| 20. Januar 1990 | Versuche: Egerton Guscott Probyn Underwood Erhöhungen: Hodgkinson Straftritte: Hodgkinson | (7:0) Bericht |        | Twickenham Stadium, London Schiedsrichter: Patrick Robin (Frankreich) |

### Zweite Runde
| 3. Februar 1990 | Irland                                        | 10 : 13       | Schottland                                                     | Lansdowne Road, Dublin Schiedsrichter: Clive Norling (Wales) |
| 3. Februar 1990 | Versuche: Fitzgerald Straftritte: Kiernan (2) | (7:0) Bericht | Versuche: White (2) Erhöhungen: Chalmers Straftritte: Chalmers | Lansdowne Road, Dublin Schiedsrichter: Clive Norling (Wales) |

| 3. Februar 1990 | Frankreich                               | 7 : 26         | England                                                                                | Parc des Princes, Paris Zuschauer: 49.370 Schiedsrichter: Owen Doyle (Irland) |
| 3. Februar 1990 | Versuche: Lagisquet Straftritte: Charvet | (0:13) Bericht | Versuche: Carling Guscott Underwood Erhöhungen: Hodgkinson Straftritte: Hodgkinson (4) | Parc des Princes, Paris Zuschauer: 49.370 Schiedsrichter: Owen Doyle (Irland) |

### Dritte Runde
| 17. Februar 1990 | Schottland                                                                          | 21 : 0        | Frankreich | Murrayfield Stadium, Edinburgh Zuschauer: 58.000 Schiedsrichter: Fred Howard |
| 17. Februar 1990 | Versuche: Calder Tukalo Erhöhungen: Chalmers (2) Straftritte: Chalmers (2) Hastings | (3:0) Bericht |            | Murrayfield Stadium, Edinburgh Zuschauer: 58.000 Schiedsrichter: Fred Howard |

| 17. Februar 1990 | England                                                                                 | 34 : 6         | Wales                                 | Twickenham Stadium, London Schiedsrichter: David Leslie (Schottland) |
| 17. Februar 1990 | Versuche: Carling Hill Underwood Erhöhungen: Hodgkinson (3) Straftritte: Hodgkinson (4) | (16:0) Bericht | Versuche: Davies Erhöhungen: Thorburn | Twickenham Stadium, London Schiedsrichter: David Leslie (Schottland) |

### Vierte Runde
| 3. März 1990 | Frankreich                                                                              | 31 : 12        | Irland                   | Parc des Princes, Paris Zuschauer: 45.077 Schiedsrichter: Ken McCartney (Schottland) |
| 3. März 1990 | Versuche: Lagisquet Mesnel (2) Erhöhungen: Camberabero (2) Straftritte: Camberabero (5) | (12:6) Bericht | Straftritte: Kiernan (4) | Parc des Princes, Paris Zuschauer: 45.077 Schiedsrichter: Ken McCartney (Schottland) |

| 3. März 1990 | Wales                                                      | 9 : 13         | Schottland                                 | Cardiff Arms Park, Cardiff Schiedsrichter: René Hourquet (Frankreich) |
| 3. März 1990 | Versuche: Jones Erhöhungen: Thorburn Straftritte: Thorburn | (3:10) Bericht | Versuche: Cronin Straftritte: Chalmers (3) | Cardiff Arms Park, Cardiff Schiedsrichter: René Hourquet (Frankreich) |

### Fünfte Runde
| 17. März 1990 | Schottland                                  | 13 : 7        | England                                  | Murrayfield Stadium, Edinburgh Schiedsrichter: David Bishop (Neuseeland) |
| 17. März 1990 | Versuche: Stanger Straftritte: Chalmers (3) | (9:4) Bericht | Versuche: Guscott Erhöhungen: Hodgkinson | Murrayfield Stadium, Edinburgh Schiedsrichter: David Bishop (Neuseeland) |

| 24. März 1990 | Irland                                               | 14 : 8         | Wales                    | Lansdowne Road, Dublin Schiedsrichter: David Bishop (Neuseeland) |
| 24. März 1990 | Versuche: Kingston McBride Smith Erhöhungen: Kiernan | (10:0) Bericht | Versuche: Ford Llewellyn | Lansdowne Road, Dublin Schiedsrichter: David Bishop (Neuseeland) |